# Comarche di Maiorca

Localizzazione di Palma di Maiorca

L'isola di Maiorca (Isole Baleari, Spagna) è divisa in 6 comarche (in catalano comarques, in spagnolo comarcas): Palma di Maiorca, Sierra de Tramontana, Raiguer, Pla de Mallorca, Migjorn e Llevant. Di seguito una lista delle sei comarche con i municipi che le costituiscono, e una mappa che indica la zona dell'isola che occupano:

## Palma di Maiorca
- Palma di Maiorca

## Sierra de Tramontana

Localizzazione di Sierra de Tramontana

- Andratx
- Banyalbufar
- Bunyola
- Calvià
- Deià
- Escorca
- Esporles
- Estellencs
- Fornalutx
- Pollença
- Puigpunyent
- Sóller
- Valldemossa

## Raiguer

Localizzazione di Raiguer

- Alaró
- Alcúdia
- Binissalem
- Búger
- Campanet
- Consell
- Inca
- Lloseta
- Mancor de la Vall
- Marratxí
- Sa Pobla
- Santa Maria del Camí
- Selva

## Pla de Mallorca

Localizzazione di Pla de Mallorca

- Algaida
- Ariany
- Costitx
- Lloret de Vistalegre
- Llubí
- Maria de la Salut
- Montuïri
- Muro
- Petra
- Porreres
- Sant Joan
- Santa Eugènia
- Santa Margalida
- Sencelles
- Sineu
- Vilafranca de Bonany

## Migjorn

Localizzazione di Migjorn

- Campos
- Felanitx
- Llucmajor
- Ses Salines
- Santanyí

## Llevant

Localizzazione di Llevant

- Artà
- Capdepera
- Manacor
- Sant Llorenç des Cardassar
- Son Servera